# Сех Марія Володимирівна
Марія Володимирівна Сех (нар. 1953) — українська радянська діячка, новатор виробництва, пташниця Пустомитівської птахофабрики Львівської області. Депутат Верховної Ради УРСР 10-го скликання.

## Біографія
Освіта середня. Член ВЛКСМ.
У 1971—1972 роках — робітниця Львівського мотозаводу.
З 1972 року — пташниця Пустомитівської птахофабрики Львівської області.
Потім — на пенсії.

## Нагороди
- ордени
- медалі